# Remington Steele
Detektyw Remington Steele – amerykański serial telewizyjny emitowany po raz pierwszy przez sieć NBC w latach 1982–1987.

## Krótki opis
Prywatny detektyw Laura Holt (w tej roli Stephanie Zimbalist) stwierdza, że płeć jest przeszkodą w wykonywaniu zawodu i odstrasza od niej potencjalnych klientów. Sytuacja ulega poprawie, gdy powołuje do życia fikcyjnego męskiego przełożonego – Remingtona Steele'a, podając się za jego współpracownicę. W pierwszym odcinku serialu spotyka tajemniczego złodzieja (granego przez Pierce'a Brosnana), który uciekając przed dwoma rzezimieszkami, niespodziewanie wciela się w osobę Steele'a i decyduje się pozostać nim na dłużej. Jego prawdziwe nazwisko nie zostało nigdy ujawnione; w późniejszych epizodach dowiadujemy się, że on sam nie zna nawet swojego imienia, a dążenie do jego odkrycia staje się z czasem jednym z wiodących wątków serialu.

## Obsada
- Laura Holt – Stephanie Zimbalist (wszystkie 94 odcinki)[1]
- Remington Steele – Pierce Brosnan (94)
- Mildred Krebs (od drugiej serii) – Doris Roberts (72)
- Bernice Fox (pierwsza seria) – Janet DeMay (22)
- Murphy Michaels (pierwsza seria) – James Read (22)
- Tony Roselli (ostatnia seria) – Jack Scalia (6)
- Fred – Blake Clark (7)
- Norman Keyes – James Tolkan (5)
- Daniel Chalmers – Efrem Zimbalist Jr. (5)
- Felicia/Catherine Simone – Cassandra Harris (4)
- Mrs. Clagett – Adele Rosse (4)
- George Edward Mulch – Michael Constantine (3)
- Rocky Sullivan – Lynne Randall (3)
- James Jarvis, detektyw – Gary Frank (3)
- Jack Merkle – Ray Girardin (3)
- Vincent Nash – Don Gordon (3)
- Simpson – Guy Boyd (3)
- Sterling Fitch – Ronald Leigh-Hunt (3)
- Estelle Becker – Mary Ellen Trainor (3)
- Juan – Bert Rosario (3)
- Paul Dominick – Vincent Baggetta (2)
- Frances Piper – Maryedith Burrell (2)